# کمیساریای عالی حقوق بشر سازمان ملل متحد
کمیساریای عالی حقوق بشر در سازمان ملل متحد (به انگلیسی: United Nations High Commissioner for Human Rights) بخشی از سازمان ملل متحد می‌باشد که در زمینه تبلیغ و حفاظت حقوق بشر با ضمانت قوانین جهانی فعالیت کرده و همچنین در اعلامیه جهانی حقوق بشر نیز وجود آن الزامی شمرده شده است. این بخش توسط مجمع عمومی سازمان ملل متحد و در تاریخ ۲۰ دسامبر ۱۹۹۳ و در راستای برگزاری کنفرانس جهانی حمایت از حقوق بشر تأسیس گردید. این بخش زیر نظر کمیساریای عالی حقوق بشر که هماهنگ‌کننده فعالیت‌های حقوق بشری در سازمان ملل متحد و همچنین ناظر بر فعالیت‌های شورای حقوق بشر سازمان ملل متحد واقع در شهر ژنو در کشور سوئیس می‌باشد شروع به کار کرد.
این بخش در سال ۲۰۰۸ با بودجه‌ای معادل ۱۲۰ میلیون دلار آمریکا و بیش ۱٫۰۰۰ کارمند در شهر ژنو سوئیس مشغول به فعالیت بود.

## کارکرد

### حکم
حکم کمیساریای عالی حقوق بشر در سازمان ملل مشتق شده از بندهای ۳٫۱ و ۵۵ منشور ملل متحد٫ اعلامیه وین و برنامه اقدامات و منشور ۴۸/۱۴۱ مصوبه مجمع عمومی سازمان ملل متحد می‌باشد که بر این اساس کمیساریای عالی حقوق بشر در سازمان ملل متحد تأسیس گردید. در راستای اصلاحات صورت گرفته در سازمان ملل متحد (A/۵۱/۹۵۰، para. ۹) کمیساریای عالی حقوق بشر سازمان ملل متحد و مرکز حقوق بشر در تاریخ ۱۵ سپتامبر سال ۱۹۹۷ ادغام شده و به عنوان کمیساریای عالی حقوق بشر در سازمان ملل به فعالیت خود ادامه داد.

## کمیسرهای عالی حقوق بشر

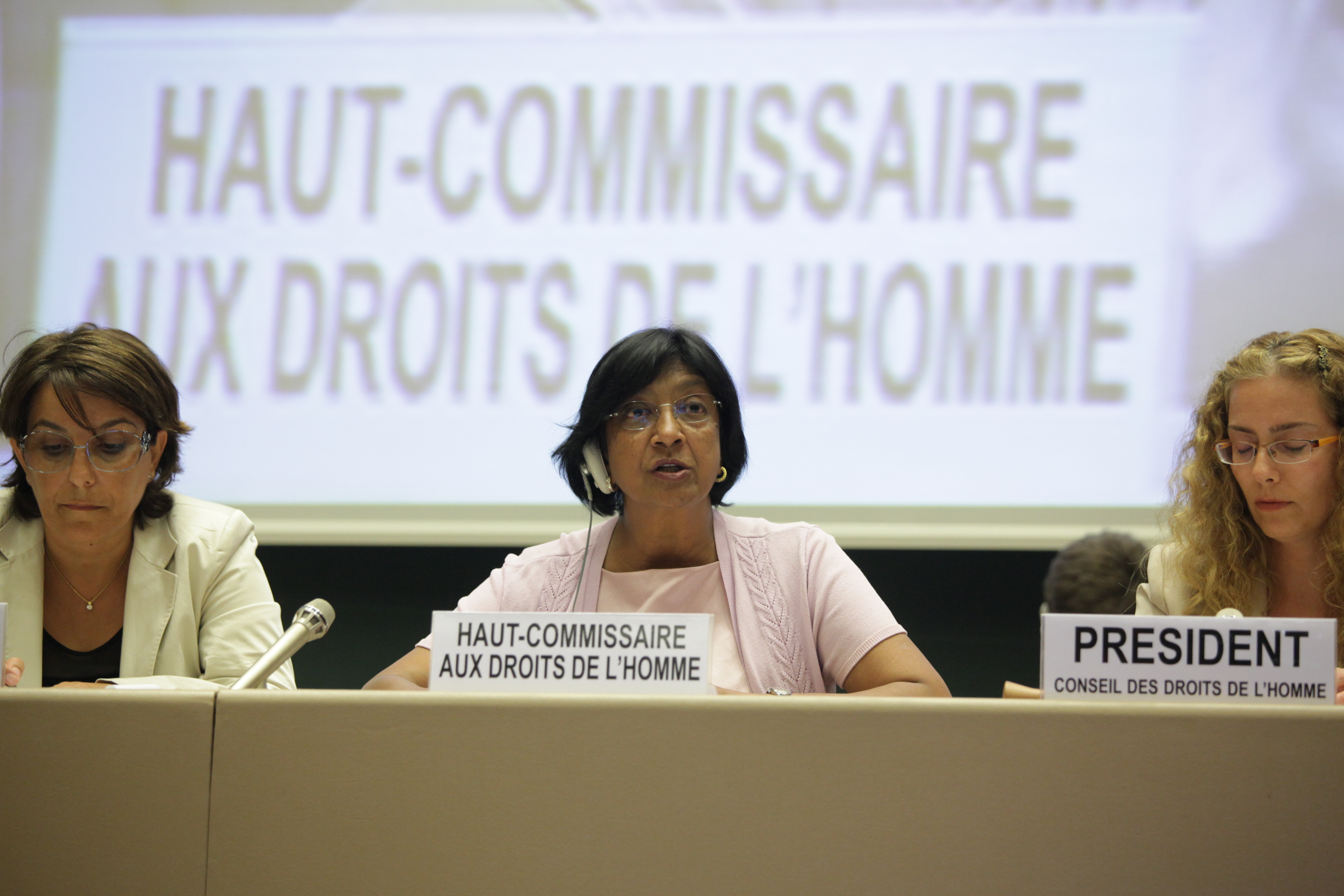
ناوانتم پیلای (وسط), کمیسر عالی کمیساریای عالی حقوق بشر سازمان ملل متحد از ۲۰۰۸ تا ۲۰۱۴.

| شماره | نام               | کشور          | دوره                            | ملاحظات                                               |
| ----- | ----------------- | ------------- | ------------------------------- | ----------------------------------------------------- |
| ۸.    | فولکر تورک        | اتریش         | ۸ سپتامبر ۲۰۲۲ - فعلی           | فعلی                                                  |
| ۷.    | میچل باچله        | شیلی          | ۱ سپتامبر ۲۰۱۸ – ۸ سپتامبر ۲۰۲۲ |                                                       |
| ۶.    | زید رعد حسین      | اردن          | ۱ سپتامبر ۲۰۱۴ – ۱ سپتامبر ۲۰۱۸ |                                                       |
| ۵.    | ناوانتم پیلای     | آفریقای جنوبی | ۱ سپتامبر ۲۰۰۸ – ۳۱ اوت ۲۰۱۴    |                                                       |
| ۴.    | لوییز آربور       | کانادا        | ۲۰۰۴–۲۰۰۸                       | برای دور دوم نامزد نشد                                |
|       | برتراند رامچاران  | گویان         | ۲۰۰۳–۲۰۰۴                       | کفیل کمیسر عالی                                       |
| ۳.    | سرجیو ویرا دی ملو | برزیل         | ۲۰۰۲–۲۰۰۳                       | در بغداد در ۲۰۰۳، کشته شد                             |
| ۲.    | مری رابینسون      | ایرلند        | ۱۹۹۷–۲۰۰۲                       | دبیرکل سازمان ملل متحد کوفی عنان دوره‌اش را تمدید نکرد |
| ۱.    | خوزه آیالا لاسو   | اکوادور       | ۱۹۹۴–۱۹۹۷                       |                                                       |